# 道格·米尔斯
道格·米尔斯（Doug Mills，1960年—）是一位美国摄影师，自1983年以来一直在报道白宫相关的新闻。2002年，他开始为《纽约时报》工作，之前他曾是美联社华盛顿的首席摄影师，他以团队报道的身份赢得了两项普利策奖。一直到2019年2月，他一直是白宮記者協會的董事会成员。